# Gallicana royeri
Gallicana royeri är en insektsart som beskrevs av Victor Lallemand 1912. Gallicana royeri ingår i släktet Gallicana och familjen spottstritar. Inga underarter finns listade i Catalogue of Life.